# Kelvin (Vorname)
Kelvin ist ein männlicher Vorname.

## Herkunft und Bedeutung
Kelvin ist zunächst der Name eines schottischen Flusses und bedeutet vielleicht „enges Wasser“. Nach diesem Flussnamen ist der Titel „Lord Kelvin“ benannt, dessen bedeutendster Namensträger der irisch-schottische Physiker William Thomson, Lord Kelvin (1824–1907) war, nach dem auch eine physikalische Einheit benannt ist. Ihm zu Ehren oder zu seiner Würdigung wurde der Name dann auch als Vorname gewählt.

## Namensträger
- Kelvin Arase (* 1999), nigerianisch-österreichischer Fußballspieler
- Kelvin Benjamin (* 1991), US-amerikanischer American-Football-Spieler
- Kelvin Davis (* 1976), englischer Fußballspieler und -trainer
- Kelvin Felix (1933–2024), dominicanischer Geistlicher, Erzbischof von Castries und Kardinal
- Kelvin Graham (* 1964), australischer Kanute
- Kelvin Harrison Jr. (* 1994), US-amerikanischer Schauspieler
- Kelvin Jones (* 1995), simbabwisch-britischer Singer-Songwriter
- Kelvin Kiptum (1999–2024), kenianischer Langstreckenläufer
- Kelvin van der Linde (* 1996), südafrikanischer Automobilrennfahrer
- Kelvin Okundaye (* 1993), deutsch-nigerianischer Basketballspieler
- Kelvin Omojola (* 1997), US-amerikanisch-deutscher Basketballspieler
- Kelvin Wilson (* 1985), englischer Fußballspieler

## Nachweise
1. ↑  https://www.behindthename.com/name/kelvin